# موش زمستان‌خواب چینی
موش زمستان‌خواب چینی (نام علمی: Dryomys sichuanensis) نام یک گونه از تیره موش زمستان‌خواب است.